# جيم موني
جيم موني (8 يوليو 1930 - ) (بالإنجليزية: Jim Mooney)‏ هو لاعب كرة سلة أمريكي في مركز هجوم صغير الجسم. لعب مع غولدن ستايت ووريورز.

## وصلات خارجية
- جيم موني على موقع إن بي أي (الإنجليزية)
- جيم موني على موقع سبورتس رفرنس (الإنجليزية)
- جيم موني على موقع كلية كرة السلة في سبورتس رفرنس.كوم (الإنجليزية)
- جيم موني على موقع ريلجم (الإنجليزية)
- جيم موني على موقع بروبوليرز (الإنجليزية)